# Cerobothrium insulatum
Cerobothrium insulatum är en tvåvingeart som beskrevs av Wayne N. Mathis och Tadeusz Zatwarnicki 2003. Cerobothrium insulatum ingår i släktet Cerobothrium och familjen vattenflugor.
Artens utbredningsområde är Seychellerna. Inga underarter finns listade i Catalogue of Life.